# Bernadin Tsala Tsala
Bernadin Tsala Tsala, né le 20 mai 1995, est un judoka camerounais.

## Palmarès
| Année | Compétition            | Lieu         | Résultat | Catégorie      |
| ----- | ---------------------- | ------------ | -------- | -------------- |
| 2015  | Championnats d'Afrique | Libreville   | 3e       | Moins de 60 kg |
| 2019  | Championnats d'Afrique | Le Cap       | 2e       | Moins de 60 kg |
| 2020  | Championnats d'Afrique | Antananarivo | 3e       | Moins de 60 kg |